# Diez.md
Diez.md (stilizat #diez) este un site de știri din Republica Moldova, destinat tinerilor. Portalul online, cu sediul la Chișinău, a fost fondat în aprilie 2013 de către jurnalistul și comunicatorul Alexandru Lebedev și câțiva prieteni. Diez este disponibil atât în română, cât și în rusă, cu conținut diferit pentru ambele versiuni.

## Descriere generală
Diez.md a fost fondat la 14 aprilie 2013, fiind destinat unei audiențe formate din tinerii din Republica Moldova între 15 și 35 de ani. Categoriile de interes acoperite de redacție sunt educație, cultură, social, evenimente, oportunități și politic.
Numele „#diez” face aluzie la semnificația semnului muzical diez (#), care, conform teoriei muzicale, ridică notele la care este aplicat cu un semiton.
Echipa actuală a diez este compusă din 11 membri, printre care reporteri, editori video, manageri și redactori.

## Audiență
În cifre, audiența diez.md a crescut în timp. În anul 2019, media utilizatorilor unici este de 0,5 milioane/lună, iar media de vizualizări de pagină - 1,5 milioane. Potrivit Biroului de Audit al Tirajelor și Internetului, audiența diez.md este formată 71% din femei și 29% din bărbați. Conform criteriului de vârstă, 41% din utilizatori au între 15 și 19 ani, 25% au între 20 și 29 de ani, 12% au între 30 și 39 de ani, iar 22% au peste 40 de ani. 55% dintre cititori sunt studenți, iar 20% sunt manageri de nivel mediu. 60% din audiența diez.md este urbană, iar 40% rurală. 34% din audiența diez.md este localizată în Chișinău, 41% în centrul țării, 17% în nord, și 6% în sud.
Diez.md este prezent cu conținut pe câteva rețele sociale. Cea mai populară pagină este pe Facebook, acolo unde la sfârșit de 2019 avea 58.000 de urmăritori. În aceeași perioadă de timp, pagina de Instagram avea puțin peste 4.000 de urmăritori. Diez mai este prezent pe Twitter și Odnoklassniki.